# Самонов Анатолій Васильович
Самонов Анатолій Васильович (* 17 травня 1931, П'ятигорськ) — російський композитор, піаніст, музично-громадський діяч, Заслужений діяч мистецтв РФ, професор, член Спілки композиторів Росії.

## Біографія
Анатолій Самонов народився 17 травня 1931 року в П'ятигорську Ставропольського краю в Росії.

### Освіта
Професійну музичну освіту здобув в Московській консерваторії: по класу фортепіано професора, доктора мистецтвознавства В. В. Нечаєва (закінчив в 1955 році) і по композиції М. І. Чулакі(1959—1964 роки).

### Педагогічна діяльність
Викладає на міжфакультетській кафедрі фортепіано Московській консерваторії з 1959 р., а з 1974 — доцент. Тут він виховав множину вітчизняних і зарубіжних музикантів, які працюють як в Росії, так і в інших країнах світу.

### Концертна діяльність
Ось вже декілька десятиліть А. В. Самонов веде досить плідну концертну діяльність. Він виступає як з власними творами, так і пропагує музику своїх консерваторських викладачів — В. В. Нечаєва, М. І. Чулакі та інших композиторів.
Його діяльність як піаніста носить яскраво виражений просвітницький характер. Самонов А. В. є організатором та учасником ряду кафедральних концертів : «Музика XX століття», «З пушкінського часу», «Пам'ятні дати» і інших.

### Твори (твори)
Анатолій Васильович відомий як автор інструментальних, вокальних і хорових творів, а також вільних обробок і перекладень (аранжувань).Однією з характерних особливостей його творчості є своєрідний синтез різних елементів російського фольклору.
Твори:
інструментальні твори:
- Квартет для дерев'яних духових;
- Квінтет для мідних духових;
- 20 російських пісень для віолончелі і фортепіано;
- Соната і Варіації для флейти і фортепіано;
- твори для фагота, валторни, труби, тромбона, туби та ін.

Вокально-інструментальні твори:
- ораторія " Горят огни " (на слова радянських поетів, 1974);
- " Письма Шуберта " (камерна музика для струнних, фортепіано і читця)
- вокальний цикл " Из пушкинского времени " (на вірші Пушкіна, Баратинського, Батюшкова, Дельвіга, Кюхельбекера, Рилєєва, Язикова та ін.

Фортепіанні твори:
- множина мініатюр (у тому числі ансамблеві п'єси в чотири руки і для двох фортепіано);
- 5 варіаційних циклів;
- 9 сонатин;
- Соната;
- Партита 11.php Партита[недоступне посилання з липня 2019];
- Концерт для фортепіано з оркестром.

Хорові твори:
- " Ставрополье мое " (слова народні, 1963)
- Дитячі хорові твори;
- Дев'ять жіночих хорів з супроводом фортепіано " Картины русской природы " (вірші російських і радянських поетів, 1984);
- хори a capella на вірші А. Пушкіна (9 хорів, 1981) та ін.

### Наукові праці
Основний напрям науково-методичної діяльності Анатолія Самонова пов'язаний з питаннями фортепіанної освіти, написанням педагогічно спрямованого фортепіанного репертуару, музично-редакторською роботою. Він виступав як співавтор, а у ряді випадків і як відповідальний редактор Всесоюзних Програм для музичних ВНЗ, нотних хрестоматій педагогічного репертуару по курсу фортепіано. Склав і відредагував численні фортепіанні збірки, обробки народних мелодій, транскрипцій і перекладень (2-х і 4-х ручний виклад) музики В. А. Моцарта, С. Прокоф'єва, Т. Хреннікова, Р. Глієра, В. Шебаліна, А. Хачатуряна, Г. Свиридова і багатьох інших композиторів, які були опубліковані видавництвами «Музика» та «Радянський композитор».